# Aldreu (Portugal)
Aldreu es una freguesia portuguesa del concelho de Barcelos, con 3,58 km² de área y 855 habitantes (2001). Densidad de población: 238,8 hab/km².